# Emtech
Emtech（英文："Emerging Technologies"）是由麻省理工学院的杂志科技创业每年组织的大会，侧重创新和工程和技术的新发现。它始于1999年。2013 Emtech大会于10月9日到11日在MIT的MIT媒体实验室举办。
为期两天的大会会特别介绍年度TR35奖项的获奖人。年龄在35岁以下的35个人士，一些杰出获奖人包括Google联合创始人拉里·佩奇和谢尔盖·布林、PayPal联合创始人马克斯·列夫琴、Geekcorps创建者伊桑·朱克曼、Linux开发者林纳斯·托瓦兹、BitTorrent开发者布莱姆·科亨、麦克阿瑟"人才杰出"奖项得主生物工程员詹姆斯·柯林斯、发明家Micah Siegel和網景联合创始人馬克·安德森。
2020年，EmTech Asia 原訂2月底在新加坡舉辦的會議，因COVID-19延至2020年8月4-5日。